# Thalassodes hyraria
Thalassodes hyraria är en fjärilsart som beskrevs av Achille Guenée 1857. Thalassodes hyraria ingår i släktet Thalassodes och familjen mätare. Inga underarter finns listade i Catalogue of Life.